# No Surprises
No Surprises is een nummer van de Britse band Radiohead. Het nummer werd uitgebracht op hun album OK Computer uit 1997. Op 12 januari 1998 werd het nummer uitgebracht als de vierde single van het album.

## Achtergrond
Radiohead schreef "No Surprises" op tournee met R.E.M. in 1995. Het was het eerste nummer dat werd opgenomen op de eerste dag van de opnamesessies die zouden resulteren in het album OK Computer. De albumversie is de eerste take van het nummer die werd opgenomen. Leadzanger Thom Yorke zei hierover: "We deden een eindeloze hoeveelheid versies erna [...] en zij waren allemaal covers van de eerste versie. Dus we gaven het op en gingen terug [naar het origineel]." Verder vertelde hij over het nummer: "Dat kinderlijke gitaargeluid zorgde wel voor de stemming van het hele album. We gingen voor die Pet Sounds-vibe.
De videoclip van "No Surprises" werd geregisseerd door Grant Gee en bestaat uit een enkel close-up shot van Yorke in een soort astronautenhelm. De tekst van het nummer is tijdens de hele video te zien terwijl deze omhoog scrollen over de helm, maar zijn te zien in spiegelbeeld aangezien zij reflecteren op de helm. Na het eerste couplet vult de helm zich met water. Yorke blijft zingen terwijl hij probeert om zijn hoofd boven water te houden. Wanneer de helm compleet is gevuld, beweegt Yorke meer dan een minuut niet voordat het water uit de helm stroomt en hij verdergaat met zingen. Voor de veiligheid van Yorke werd de video op hoge snelheid opgenomen en afgespeeld in slow motion.
Hoewel "No Surprises" al de vierde single was van OK Computer, behaalde het toch de vierde plaats in de hitlijsten in het Verenigd Koninkrijk. In Nederland en Vlaanderen kwam het niet verder dan respectievelijk de veertiende en dertiende plaats in de tipparades van de Nederlandse Top 40 en de Ultratop 50. In Nederland behaalde het hiernaast de 58e plaats in de Mega Top 100. In oktober 2011 zette het tijdschrift NME het nummer op de 107e plaats in hun lijst met de 150 beste nummers uit de voorgaande vijftien jaar.
"No Surprises/Running from Demons" was later de titel van een EP van Radiohead die enkel in Japan werd uitgebracht ter promotie van hun tournee in het land in januari 1998. Van "No Surprises" bestaan covers door Luka Bloom, Scott Bradlee & Postmodern Jukebox, Amanda Palmer en Roman GianArthur in samenwerking met Janelle Monáe. Regina Spektor bracht hiernaast een cover uit van het nummer waarvan de opbrengsten gingen naar Artsen zonder Grenzen.

## Hitnoteringen

### Mega Top 100
| Hitnotering: 22-11-1997 t/m 10-01-1998 | Hitnotering: 22-11-1997 t/m 10-01-1998 | Hitnotering: 22-11-1997 t/m 10-01-1998 | Hitnotering: 22-11-1997 t/m 10-01-1998 | Hitnotering: 22-11-1997 t/m 10-01-1998 | Hitnotering: 22-11-1997 t/m 10-01-1998 | Hitnotering: 22-11-1997 t/m 10-01-1998 | Hitnotering: 22-11-1997 t/m 10-01-1998 | Hitnotering: 22-11-1997 t/m 10-01-1998 |
| Week                                   | 1                                      | 2                                      | 3                                      | 4                                      | 5                                      | 6                                      | 7                                      |                                        |
| -------------------------------------- | -------------------------------------- | -------------------------------------- | -------------------------------------- | -------------------------------------- | -------------------------------------- | -------------------------------------- | -------------------------------------- | -------------------------------------- |
| Positie                                | 58                                     | 62                                     | 74                                     | 80                                     | 87                                     | 99                                     | 100                                    | uit                                    |

### NPO Radio 2 Top 2000
| Nummer met noteringen in de NPO Radio 2 Top 2000 | '14 | '15 | '16 | '17 | '18 | '19 | '20  | '21  | '22 | '23 | '24 |
| ------------------------------------------------ | --- | --- | --- | --- | --- | --- | ---- | ---- | --- | --- | --- |
| No Surprises                                     | 916 | 837 | 797 | 725 | 925 | 895 | 1017 | 1077 | 729 | 645 | 515 |

1. ↑  Een vetgedrukt getal geeft de hoogste notering aan.
2. ↑  2014 was het eerste jaar met een notering voor dit nummer.